# Bror Meyer
Bror Meyer foi um patinador artístico sueco. Meyer conquistou uma medalha de bronze em campeonatos mundiais, e foi campeão sueco em 1906.

## Principais resultados
| Resultados         | Resultados        |
| Internacional      | Internacional     |
| Evento             | 1905– 1906        |
| ------------------ | ----------------- |
| Campeonato Mundial | Medalha de bronze |
| Campeonato Europeu | 4.º               |
| Nacional           |                   |
| Campeonato Sueco   | Medalha de ouro   |